# Gastón Díaz
Ricardo Gastón Díaz (Buenos Aires, 13 marzo 1988) è un calciatore argentino, difensore del Real Pilar.

## Caratteristiche tecniche
È un terzino destro.

## Carriera

### Club
Debutta da professionista nel 2007 con il Vélez Sarsfield.

### Nazionale
Nel 2011 debutta con la nazionale argentina, subentrando al 46' ad Iván Pillud nel corso dell'amichevole vinta per 4-1 contro il Venezuela.

## Palmarès
- Campionato argentino: 4

Vélez Sarsfield: 2009 (C), 2011 (C), 2012-2013
Racing Club: 2014